# Re-union

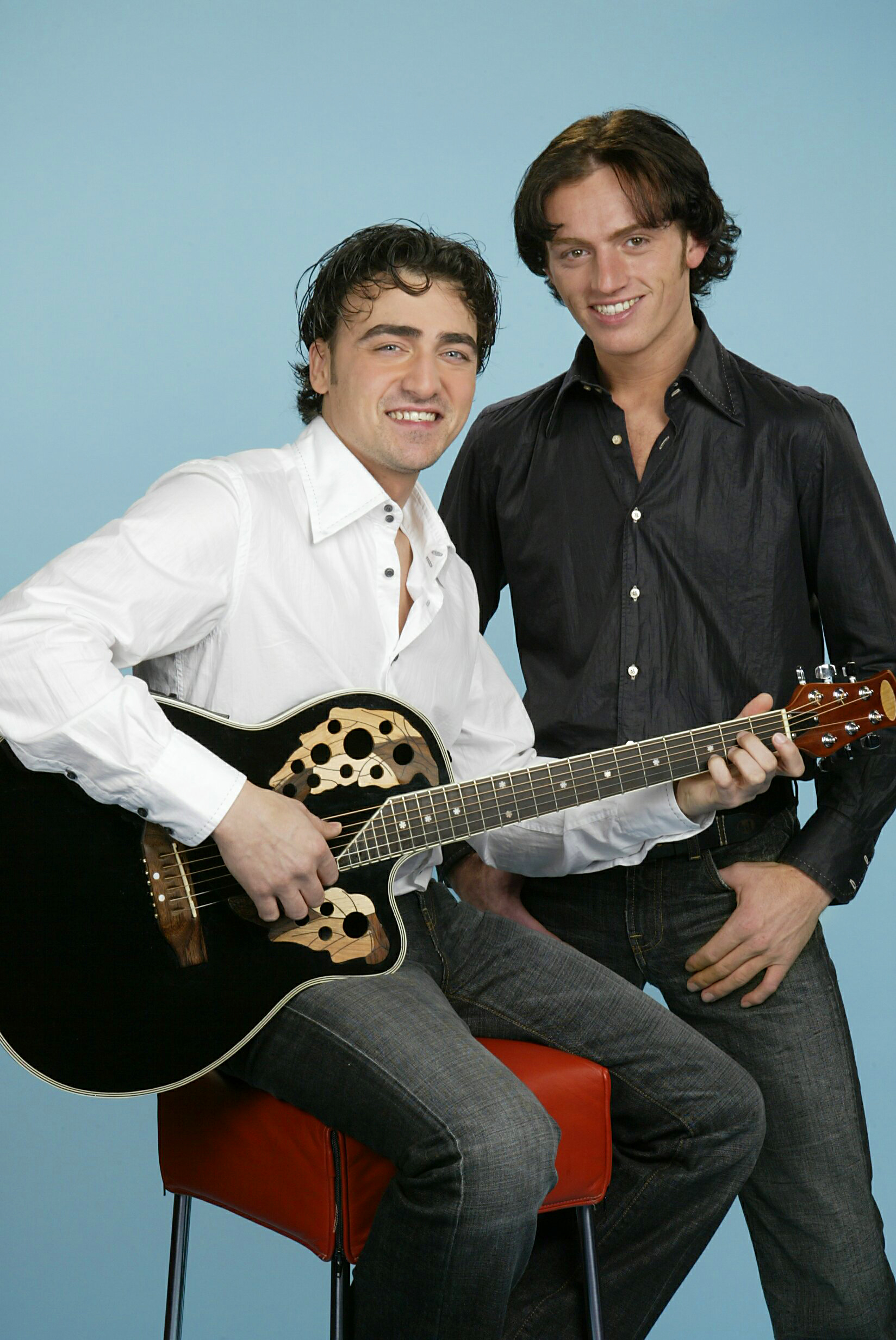
Paul de Corte und Fabrizio Pennisi (2004)

Re-union ist ein niederländisches Musik-Duo.

## Werdegang
Es besteht aus den Sängern Paul de Corte und Fabrizio Pennisi. Den größten Erfolg ihrer Karriere feierten die beiden 2004, als sie mit ihrer Single Without You das Nationaal Songfestival gewinnen konnten.
Mit ihrem Sieg qualifizierten sie sich für den Eurovision Song Contest 2004. In Istanbul überstanden sie als Sechstplatzierte die Qualifikationsrunde. Im Finale am 15. Mai 2004 erreichten sie den 20. Platz.

## Diskografie
Singles

| Jahr | Titel Album   | Höchstplatzierung, Gesamtwochen, AuszeichnungChartsChartplatzierungen (Jahr, Titel, Album, Platzierungen, Wochen, Auszeichnungen, Anmerkungen) | Anmerkungen |
| Jahr | Titel Album   | NL | Anmerkungen |
| ---- | ------------- | --- | ----------- |
| 2004 | Without You – | NL27 (3 Wo.)NL |             |